# Lesnói (Uspénskoye, Krasnodar)
Lesnói (del ruso: Лесной) es un posiólok del raión de Uspénskoye del krai de Krasnodar, en el sur de Rusia. Está situado en la orilla derecha del río Kubán, 8 km al nordeste de Uspénskoye y 199 km al este de Krasnodar, la capital del krai. Tenía 42 habitantes en 2010.
Pertenece al municipio Vesiólovskoye.